# Анора
«Ано́ра» (англ. Anora) — комедийно-драматический фильм 2024 года американского режиссёра и сценариста Шона Бейкера. По сюжету молодая секс-работница Анора (Майки Мэдисон) выходит замуж за Ивана Захарова (Марк Эйдельштейн), сына российского олигарха (Алексей Серебряков). Узнав об этом, родители Ивана готовы пойти на всё, чтобы аннулировать брак. В фильме также снимались Юра Борисов, Карен Карагулян, Ваче Товмасян и Дарья Екамасова.
Премьера «Аноры» состоялась 21 мая 2024 года на 77-м Каннском кинофестивале, где картина получила «Золотую пальмовую ветвь» и была восторженно принята критиками. В российский прокат фильм вышел 17 октября, в американский — 18 октября. Национальный совет кинокритиков США и Американский институт киноискусства включили «Анору» в свои списки 10 лучших фильмов 2024 года. При бюджете в $6 млн лента собрала свыше $59 млн в мировом прокате, став таким образом самым кассовым фильмом Бейкера. Картина удостоилась номинаций на множество кинопремий, в том числе шести — на «Оскар» и пяти — на «Золотой глобус». В итоге на 97-й церемонии вручения премии «Оскар» «Анора» выиграла статуэтки в пяти категориях: «Лучший фильм», «Лучшая режиссура», «Лучшая женская роль», «Лучший оригинальный сценарий» и «Лучший монтаж», проиграв лишь в одной номинации — «Лучший актёр второго плана». Юра Борисов, исполнивший в фильме роль немногословного гопника Игоря, благодаря ей вошёл в историю как первый российский актёр, удостоенный номинации на премию «Оскар».
«Анора» стала четвёртой кинокартиной (после «Паразитов», «Марти» и «Потерянного уикенда»), получившей главную награду Каннского кинофестиваля и премию Академии кинематографических искусств и наук за лучший фильм.

## Сюжет
Главная героиня фильма Анора (Эни) Михеева — молодая стриптизёрша, родившаяся в семье русскоязычных эмигрантов и живущая на Брайтон-Бич. Она работает в фешенебельном стриптиз-клубе на Манхэттене, где знакомится с русским посетителем Ваней, распутным и незрелым сыном российского олигарха Николая Захарова. Ваня приехал в Америку учиться, но предпочитает веселиться и играть в видеоигры в бруклинском семейном особняке. За ним присматривают его крёстный отец, дпир (псаломщик) армянской апостольской церкви Торос, и его подручные Игорь и Гарник.
Ваня нанимает Эни для нескольких сексуальных встреч, потом привязывается к ней и нанимает на неделю за 15 тысяч долларов, что становится началом бурного романа. Во время поездки в Лас-Вегас Ваня просит Эни стать его женой, чтобы он смог получить грин-карту, остаться в США и не улетать в Россию работать на отца. Поначалу она настроена скептически, но Ваня настаивает на том, что его любовь искренняя, и в маленькой свадебной часовне в Вегасе происходит венчание. Эни бросает работу, с головой уходит в роль преданной жены, но Ваня остаётся инфантильным и легкомысленным.
Властная мать Вани Галина узнаёт о свадьбе из социальных сетей и приказывает Торосу добиться аннулирования брака, а сама вылетает с мужем в Америку. Игорь и Гарник приходят в особняк Захаровых и сообщают Ване, что родители заберут его в Россию. Он убегает, оставляя Эни разбираться с последствиями. Эни дерётся с Игорем и Гарником, раня обоих и ломая украшения в гостиной; в конце концов её связывают. Пришедший Торос объясняет, что у Вани нет личного имущества, которое можно было бы разделить, и предлагает Эни 10 тысяч долларов за согласие на аннулирование брака. Та настаивает, что брак заключён по любви, но неохотно соглашается помочь Торосу найти Ваню. Торос отбирает у неё подарок мужа — обручальное кольцо с бриллиантом в 4 карата.
Большую часть ночи герои ищут Ваню по всему Бруклину. Эни застаёт мужа в стриптиз-клубе, где прежде работала, со своей соперницей, исполняющей для него приватный танец. Она отчаянно пытается объяснить Ване ситуацию, но он слишком пьян. Узнав, что брак может быть аннулирован только в Неваде, Галина, которая только что приземлилась в Нью-Йорке вместе с мужем, приказывает всем лететь в Лас-Вегас.
Эни пытается оправдаться перед родителями Вани и спасти свой брак, но Галина остаётся равнодушной и демонстрирует ей своё презрение. Ваня уступает родителям. Эни, не подписывавшая брачный контракт, угрожает принудить мужа к длительному бракоразводному процессу, но Галина в ответ обещает разрушить её жизнь. Эни сдаётся и соглашается на аннулирование брака. Во время перелёта Иван пытается оправдываться перед матерью, чем вызывает гнев Эни, и та заявляет, что согласна развестись. После подписания бумаг Игорь предлагает Ване извиниться перед бывшей женой, но Галина настаивает, что её сын ни перед кем не будет извиняться, «особенно перед эскортницей». Эни заявляет перед уходом, что Ваня женился на проститутке только из ненависти к матери, и этим вызывает радостный смех у Николая.
Игорь отвозит Эни обратно в бруклинский особняк, чтобы она могла забрать свои вещи. Вдвоём они проводят там ночь за просмотром телевизора. Игорь рассказывает, что накануне у него был день рождения. Утром он отдаёт Эни обещанные Торосом деньги и отвозит её домой. Перед расставанием он возвращает Эни обручальное кольцо, но просит не говорить о том Торосу. Она начинает заниматься с Игорем сексом, но отталкивает его, когда он пытается её поцеловать. Ошеломлённая, она начинает рыдать в его объятиях.

## В ролях
- Майки Мэдисон — Анора (Эни) Михеева
- Марк Эйдельштейн — Иван Захаров
- Юра Борисов — Игорь
- Карен Карагулян — Торос
- Ваче Товмасян — Гарник
- Алексей Серебряков — Николай Захаров, отец Ивана, российский олигарх[8]
- Луна София Миранда — Лулу
- Линдси Нормингтон — Даймонд
- Дарья Екамасова — Галина Степановна, мать Ивана
- Антон Биттер — Том
- Влад Мамай — Алекс
- Мария Тичинская — Даша
- Айви Уолк — Кристал
- Элла Рубин — Вера Михеева, сестра Эни
- Алёна Гуревич — Клара
- Себастьян Конелли — водитель эвакуатора

## Производство

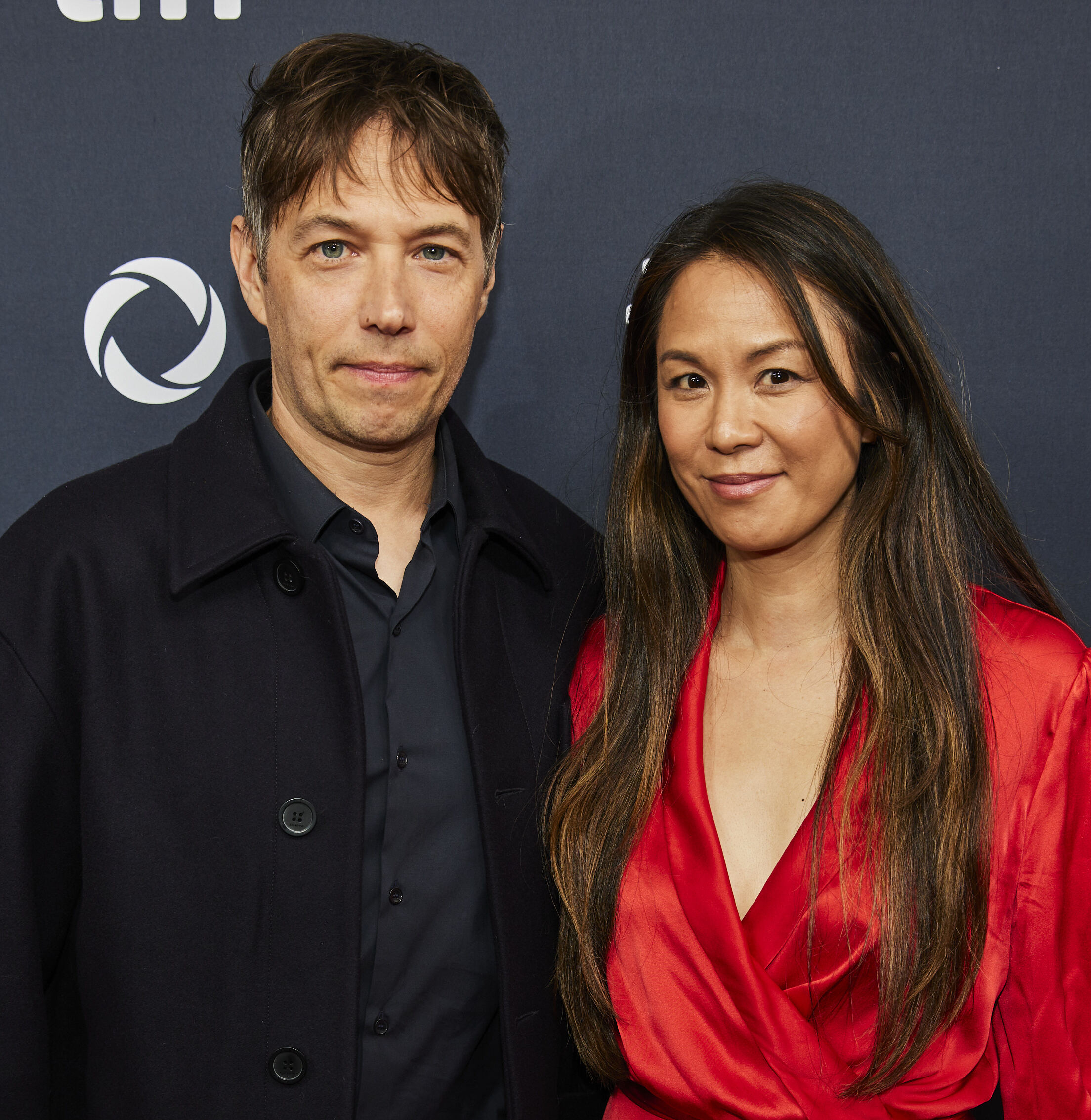
Режиссёр Шон Бейкер со своей женой и сопродюсером проекта Самантой Квон

По словам режиссёра Шона Бейкера, «Анора» вдохновлена историей о русско-американской паре, одного из молодожёнов которой похитили с целью получить выкуп; эту историю Бейкеру рассказал друг. Кроме того, постановщик вдохновлялся своим опытом монтажа видео со свадеб (в том числе россиян с американцами) в 2000 и 2001 годах. Бейкер хотел «рассказать человеческие истории через такие, которые, надеюсь, понравятся всем […] Это поможет оттереть пятно, что всегда было на репутации [секс-работниц], на их способе заработка». В качестве креативного консультанта Бейкер нанял Андреа Верхун, канадскую сценаристку и актрису, ранее работавшую проституткой и изложившую свой опыт в мемуарах Modern Whore.
Увидев актрису Майки Мэдисон в фильмах «Однажды в Голливуде» (2019) и «Крик» (2022), Бейкер, не устраивая прослушиваний, отдал ей главную роль. Мэдисон учила русский язык, посещала стриптиз-клубы и изучала бруклинский акцент. Хотя в некоторых источниках сказано, что Анора Михеева — американка узбекского происхождения, Бейкер уточнял, что Анора «русская по национальности» и «родом из одной из постсоветских стран».
Съёмки картины проходили в начале 2023 года в Бруклине. Весь процесс занял 37 дней, из которых 10 ушло на создание 25-минутной сцены вторжения в дом Ивана. Фильм снят на 35-мм киноплёнку с помощью камер Arricam LT. Работа над цветокоррекцией велась в программах DaVinci Resolve и FotoKem. Во время съёмок сцен в клубе Алекс Коко, один из продюсеров фильма, исполнял обязанности диджея.
Домом Захаровых в фильме стал особняк, находящийся по адресу 2458 National Drive в нейборхуде Милл-Бейсин. Ранее этот дом принадлежал олигарху Василию Анисимову, имевшему связи с Россией. Бейкер нашёл здание в Google по запросу «самый большой и самый лучший особняк на Брайтон-Бич» (англ. the biggest and best mansion in Brighton Beach). Чтобы получше узнать район, Бейкер и Мэдисон в период подготовки к съёмкам временно переехали в южный Бруклин. Поиски Ивана Торосом и Эни снимались во множестве различных ресторанов и клубов, которые продюсеры часто посещали.
Во время пресс-конференции на Каннском кинофестивале Мэдисон упомянула, что Бейкер и Саманта Квон, его жена и по совместительству продюсер фильма, показывали актёрам различные позы в сексе, чтобы те точно знали, что им надо сыграть. Мэдисон предлагали воспользоваться услугами координатора интимных сцен, но она сказала: «Поскольку у меня уже были достаточно приятные отношения с ними обоими на протяжении года, мне казалось, что именно так мне будет наиболее комфортно, и в итоге всё получилось идеально».
В саундтрек картины вошли такие песни, как «Dreaming» Blondie, «All the Things She Said» группы «Тату» и «Greatest Day» Take That. Кроме того, Мэдисон рассказала о «плейлисте стриптизёрши», который составила её подруга, чтобы актриса смогла войти в образ персонажа. В него вошли песни Карди Би, Megan Thee Stallion и Slayyyter.

## Релиз

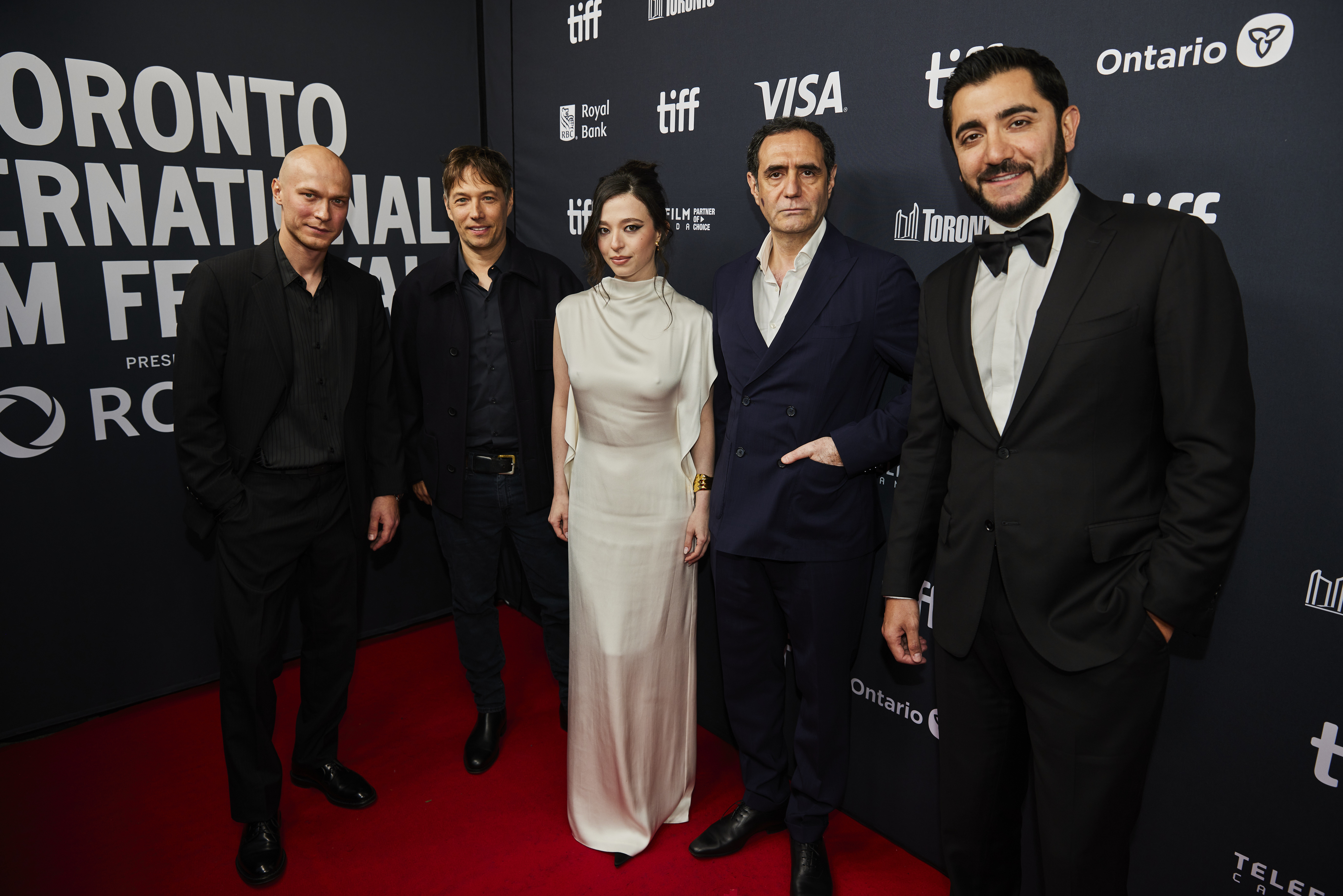
Юра Борисов, Шон Бейкер, Майки Мэдисон, Карен Карагулян и Ваче Товмасян на кинофестивале в Торонто в 2024 году

В октябре 2023 года права на мировой прокат фильма приобрела компания FilmNation Entertainment. Позднее она продала права на дистрибуцию в разных странах компаниям Le Pacte (Франция), Lev (Израиль), Kismet (Австралия и Новая Зеландия) и Focus Features / Universal Pictures International (весь остальной мир за исключением Северной Америки). В ноябре права на прокат ленты в США и Канаде приобрела студия Neon; там фильм вышел в ограниченный прокат 18 октября 2024 года. В России «Анора» вышла 17 октября (дистрибьюторы — Arna Media и «Атмосфера кино»).
Мировая премьера «Аноры» состоялась 21 мая 2024 года на Каннском кинофестивале в рамках основной программы, а 25 мая картина получила «Золотую пальмовую ветвь». Критики заранее отнесли «Анору» к главным фестивальным премьерам года. Создателям картины зрительный зал аплодировал 10 минут после окончания показа. Этот фильм стал пятым подряд обладателем главного приза, который в США выпустила Neon, — предыдущими были «Паразиты», «Титан», «Треугольник печали» и «Анатомия падения»; все они, кроме «Титана», были номинированы на премию «Оскар» за лучший фильм. «Анора» стала первым с 2011 года американским фильмом, получившим «Золотую пальмовую ветвь».
Кроме того, «Анору» показывали на кинофестивалях в Торонто, Нью-Йорке, Сан-Себастьяне, Пусане, Лондоне, Риме и других городах. Картина стала фильмом открытия фестиваля актуального российского кино «Маяк 2024» и фильмом закрытия кинофестиваля в Мумбаи.
С 17 декабря 2024 года фильм доступен на американских онлайн-платформах. 29 апреля 2025 года компания Criterion Collection выпустит фильм на 4K Ultra HD Blu-ray. В России цифровой релиз состоялся 7 января 2025 года.

## Восприятие
По состоянию на январь 2025 года «Анора» заработала $ 14,6 млн в США и Канаде и $ 18,7 млн на территории других стран, в общей сложности собрав более $ 33 млн по всему миру. В США в свой первый уик-энд фильм собрал $ 550 503 в шести кинотеатрах; средний показатель в $ 91 751 на один кинотеатр стал лучшим за 2024 год и вторым по величине с начала пандемии COVID-19. На следующих выходных число площадок увеличилось до 34, и картина собрала $ 908 830, оказавшись на восьмом месте. Продолжая увеличение числа залов, фильм заработал $ 1,8 млн в 253 кинотеатрах и $ 2,5 млн в 1104 в свой третий и четвёртый уик-энд соответственно.
По данным агрегатора Rotten Tomatoes, 
93 % из 318 обзоров были положительными, со средней оценкой 8,5 из 10. Сайт обобщает мнения критиков так: «Очередная изумительная хроника жизни простых граждан Америки от сценариста и режиссёра Шона Бейкера, подкреплённая дерзким образом Майки Мэдисон, „Анора“ — это романтическая драма на грани срыва». На Metacritic средневзвешенная оценка фильма составляет 91 балл из 100 на основе 62 рецензий, что соответствует критерию «всеобщее признание». На сайте AlloCiné картина имеет рейтинг 4,2 / 5 на основе 45 рецензий от французских критиков. Российский агрегатор рецензий «Критиканство» присвоил фильму 75 баллов из 100 на основе 37 рецензий.
Председатель жюри Каннского кинофестиваля Грета Гервиг отметила, что «[„Анора“] — это тот фильм, который всех нас увлёк, всех тронул […] Он и кажется новым произведением, и перекликается со старыми формами кинематографа. Что-то в нём напоминало нам классические сюжеты Любича или Говарда Хоукса, и тут случилось кое-что совершенно реалистичное и неожиданное».
Журналист Vanity Fair Ричард Лоусон написал: «[„Анора“ — это] дикий, профанный прорыв […] Даже в те моменты, когда стили повествования и диалоги Бейкера начинают повторяться, Мэдисон оживляет обстановку […] Меня будто разрывало на части между осознанием сочувственности кульминаций Бейкера и смутным привкусом эдакого снисходительного тона. […] Истории Бейкера об аутсайдерах, как правило, колеблются между добротой и неуклюжестью, между великодушной антропологией и более злонамеренной, скорее даже миссионерской».
«„Анора“ словно дикий сон — сначала радостный, затем катастрофичный, и никогда не угадаешь, что случится дальше […] В наше время возвращение к эксцентричным традициям жанра является приятным, но непростым вызовом, и Бейкер с ним безупречно справляется. [„Анора“] копит праведный гнев, а в конце обрушивает его на всех Иванов в мире, отдавая дань уважения тем, кто неблагодарно на них трудится», — пишет Джастин Чан из The New York Times.
Кинокритик Станислав Зельвенский оставил для «Кинопоиска» хвалебный отзыв, в котором, помимо таланта Мэдисон, отметил игру российских актёров. В заключении он написал следующее: «„Анора“, несомненно, успех и для Бейкера, и для снявшихся в фильме молодых российских актёров. Это не новаторское, но в лучшем смысле современное кино, словно „Рискованный бизнес“ пересняли братья Сафди, причём с точки зрения девушки».
По итогам 2024 года многие издания, среди которых «Кинопоиск», Film.ru, Forbes, Film Comment, IndieWire, Sight & Sound, включили «Анору» в свои списки лучших фильмов 2024 года.

## Награды и номинации
«Анора» получила «Золотую пальмовую ветвь» 77-го Каннского кинофестиваля. После этого картина удостоилась шести номинаций на премию «Оскар», пяти — на «Золотой глобус», семи — на «Выбор критиков» и ещё семи — на премию Британской академии в области кино; Бейкер, Мэдисон и Борисов были номинированы на каждую из этих премий. Национальный совет кинокритиков США и Американский институт киноискусства включили «Анору» в свои списки десяти лучших фильмов 2024 года.
16 февраля 2025 года на 78-й церемонии вручения премии Британской академии кино и телевизионных искусств «Анора» получила награды в двух номинациях: «Лучший кастинг» и «Лучшая женская роль» (Майки Мэдисон).
2 марта 2025 года на 97-й церемонии «Оскар» «Анора» получила награды в пяти номинациях: «Лучший фильм», «Лучшая режиссура» (Шон Бейкер), «Лучшая женская роль» (Майки Мэдисон), «Лучший оригинальный сценарий» и «Лучший монтаж».